# Mediterranean Air Freight
Mediterranean Air Freight je nákladní letecká společnost se sídlem v Athénách v Řecku. Její hlavní základnou je mezinárodní letiště v Athénách a obsluhuje především řecký domácí trh.

## Dějiny
Společnost Mediterranean Air Freight byla založena a zahájila provoz v červnu 2003. Jejím stoprocentním vlastníkem je společnost Swiftair.

## Letectvo
Letectvo společnosti Mediterranean Air Freight zahrnuje následující letadla (k březnu 2007):
- 3 Fairchild Metro III
- 1 Fairchild Metro 23